# Kalevi Aho
Kalevi Ensio Aho (Forssa, 9 de marzo de 1949) es un compositor musical finlandés.

## Carrera
Nacido en Forssa, Finlandia, estudió composición en la Academia Sibelius bajo Einojuhani Rautavaara, recibiendo un diploma en 1971. Continuó sus estudios durante un año en Berlín con Boris Blacher. Sus puestos en docencia incluyen teoría musical en la Universidad de Helsinki entre 1974–88, y una cátedra en la Academia Sibelius desde 1988–93. Fue nombrado compositor en residencia para la Orquesta Sinfónica de Lahti en 1992, y el director de orquesta Osmo Vänskä ha grabado muchos de sus últimos trabajos de gran escala. Aho ha trabajado como compositor independiente, con una beca estatal, desde 1993. Vive en Helsinki.